# Berço Sport Clube
El Berço Sport Clube es un equipo de fútbol de Portugal que juega en la Liga Regional de Braga, la quinta división de fútbol del país.

## Historia
Fue fundado el 18 de julio de 2016 en la ciudad de Guimaraes del distrito de Braga y ese mismo año se afilia a la Federación de Fútbol de Braga como equipo de la tercera división distrital donde terminó de subcampeón logrando el ascenso y fue eliminado en la segunda ronda de la copa distrital.
Logra ascender a la primera división distrital como segundo lugar y llegar a los cuartos de final de la copa de Braga en la temporada 2017/18. En la temporada 2018/19 es campeón de la primera división distrital y consigue el ascenso al Campeonato de Portugal, así como la copa de campeones y la supercopa del estado, con lo que también logra la clasificación a la Copa de Portugal por primera vez en su historia.
En su primera temporada en la tercera división nacional terminó en décimo lugar,mientras que en la copa nacional fue eliminado en la segunda ronda por el CD Feirense por 1-3 luego de haber eliminado en la ronda anterior al Pevidém SC por el mismo marcador.

## Palmarés
- Liga Regional de Braga: 1

2018/19
- Copa de Campeones de Braga: 1

2018/19
- Supercopa de Braga: 1

2019